# Metriopelia morenoi
Pombinha de olhos desnudos, rolinha-de-moreno ou rolinha-de-olho-laranja (Metriopelia morenoi) é uma espécie de ave da família Columbidae.
É endémica da Argentina.
Os seus habitats naturais são: matagal tropical ou subtropical de alta altitude.